# Achalpur
Achalpur, früher bekannt als Ellichpur oder Illychpur, ist eine Stadt im Bundesstaat Maharashtra im Westen Indiens. Sie ist Teil des Distrikt Amravati. Achalpur ist in 38 Wards (Wahlkreise) gegliedert und wird als Municipal Council verwaltet. Von Achalpur aus sind es nach Mumbai 681 Kilometer.

## Geschichte
Achalpur war einst die Hauptstadt des Sultanat Berar, welches von 1490 bis 1574 bestand. Die Stadt fiel später an das Mogulreich und den Fürstenstaat Hyderabad.

## Demografie
Die Einwohnerzahl der Stadt liegt laut der Volkszählung von 2011 bei 112.311. Achalpur hat ein Geschlechterverhältnis von 933 Frauen pro 1000 Männer und damit einen für Indien üblichen Männerüberschuss. Die Alphabetisierungsrate lag bei 91,5 % im Jahr 2011. Knapp 54,6 % der Bevölkerung sind Hindus, ca. 39,5 % sind Muslime, ca. 4,9 % sind Buddhisten, ca. 0,5 % sind Jainas, ca. 0,4 % sind Christen und ca. 0,2 % gehören anderen oder keiner Religionen an. 10,9 % der Bevölkerung sind Kinder unter sechs Jahren.

## Infrastruktur
Die Stadt ist durch eine Eisenbahnstation und den National Highway 24 mit dem Rest des Landes verbunden.